# Nikolaï Khlystov
Temple de la renommée russe : 2004
Nikolaï Pavlovitch Khlystov (né le 10 novembre 1932 à Riazan, en Union soviétique et mort le 14 février 1999 à Moscou), est un joueur soviétique de hockey sur glace.

## Carrière de joueur
Au cours de sa carrière dans le championnat d'URSS, il a porté les couleurs des Krylia Sovetov. Il termine avec un bilan de 250 matchs et 150 buts en élite.

## Carrière internationale
Il a représenté l'URSS à 81 reprises (18 buts) sur une période de sept saisons entre 1954 et 1959. Il a remporté l'or aux Jeux olympiques de 1956. Il a participé à cinq éditions des championnats du monde pour un bilan de deux médailles d'or et trois d'argent.

## Statistiques
Pour les significations des abréviations, voir Statistiques du hockey sur glace.

### En équipe nationale
| Année | Équipe | Compétition |   | PJ | B | A | Pts | Pun               |  | Résultat |
| 1954  | URSS   | CM          | 6 | 0  |   | 0 |     | Médaille d'or     |  |          |
| 1955  | URSS   | CM          | 8 | 2  |   | 2 |     | Médaille d'argent |  |          |
| 1956  | URSS   | CM & JO     | 7 | 1  |   | 1 |     | Médaille d'or     |  |          |
| 1957  | URSS   | CM          | 7 | 3  |   | 3 |     | Médaille d'argent |  |          |
| 1958  | URSS   | CM          | 7 | 0  | 0 | 0 | 2   | Médaille d'argent |  |          |